# バーズヘッドプレート

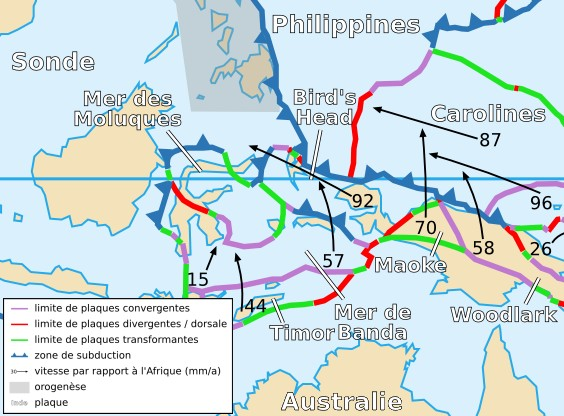
バーズヘッドプレート（中央）

バーズヘッドプレート(英：Bird's Head Plate)は、ニューギニア島の西の海域に存在するプレートで、同島の西端部はこのプレート上にある。
南西部では、発散型境界によってオーストラリアプレート及び小規模のマオケプレートと隔てられている。北側の収束型境界は、カロライナプレート、フィリピン海プレート及びハルマヘラプレートとの間で存在している。トランスフォーム断層が、南西のモルッカ海衝突帯との間に存在する。南側では、バンダ海プレートとの間に収束型境界が存在している。